# Lomekwien
Le Lomekwien est une industrie lithique du paléolithique archaïque antérieure d’au moins 700 000 ans à l’Oldowayen, devenant ainsi la plus ancienne industrie lithique connue avec ses 3,3 millions d'années, selon le nom proposé en 2015 par l’équipe de Sonia Harmand,,.

## Historique
Le Lomekwien doit son nom au site archéologique de Lomekwi 3, situé sur la rive ouest du lac Turkana (Kenya), où ont été découverts en 2012 les plus anciens outils lithiques connus.
La différence d’ancienneté notable entre les outils de Lomekwi 3 et les plus anciens outils oldowayens, datés de 2,6 millions d’années, a conduit l’équipe d’archéologues à définir une nouvelle industrie lithique.

## Caractéristiques des outils lithiques
Les outils lithiques du Lomekwien témoignent d’une technique de taille primitive distincte de l’Oldowayen, présentant des artefacts plus épais et dont la technique de taille diffère.
Pour produire des outils à partir de leurs nucléus volumineux, les tailleurs de Lomekwi 3 se servaient probablement de gros blocs rocheux en guise d’enclumes, sur lesquelles ils pratiquaient des percussions.
Cette technique diffère de celle des tailleurs oldowayens et des tailleurs plus récents puisque ces derniers pratiquent le débitage à deux mains libres (une main tient le nucléus, l’autre le frappe).

## Acteurs potentiels du Lomekwien

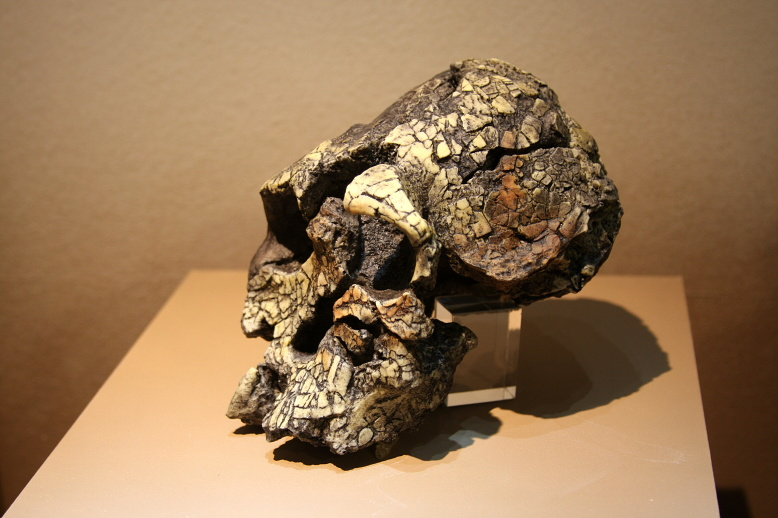
Moulage du crâne de Kenyanthropus platyops.

Les outils du Lomekwien sont également antérieurs aux premiers restes connus du genre Homo, à savoir le fossile LD 350-1 découvert en 2013 et daté de 2,8 millions d'années.
Les tailleurs de Lomekwi 3 sont donc très probablement des pré-humains. Il pourrait s'agir d'australopithèques, puisque plusieurs de leurs fossiles sont datés de la même période que les outils du Lomekwien. Cependant, l'homininé le plus susceptible d'avoir taillé ces outils est le Kenyanthrope. Son principal fossile KNM-WT 40000 a été découvert à un kilomètre seulement du site de Lomekwi 3, ce qui fait de lui l'hypothèse la plus plausible,,.

## Articles Connexes
- Paléolithique archaïque
- Lomekwi 3
- Oldowayen
- LD 350-1
- Kenyanthropus